# Station Dudzele
Station Dudzele is een voormalig spoorwegstation langs spoorlijn 51 (Brugge - Blankenberge) in de Brugse deelgemeente Dudzele. Het was gelegen langs de huidige Stationsweg nabij de grens met Zuienkerke op ongeveer 3 km van het dorp Dudzele.
Assebroek ·
Brugge ·
Brugge-Dijk ·
Brugge-Dok ·
Brugge-Noord ·
Brugge-Sint-Pieters ·
Brugge-Vorming ·
Brugge-Zeehaven ·
Dudzele ·
Dudzele-Kanaal ·
Lissewege ·
Sint-Michiels ·
Steenbrugge ·
Zeebrugge-Vorming ·
Zeebrugge-Dorp ·
Zeebrugge-Strand ·
Zwankendamme
0,0: Brugge ·
3,2: Brugge-Sint-Pieters ·
5,7: Dudzele ·
8,2: Zuienkerke ·
11,4: Uitkerke ·
14,9: Blankenberge